# 62-й ракетний полк (СРСР)
62-й ракетний Гатчинський Червонопрапорний ордена Червоної Зірки полк (в/ч 89551) — військова частина у складі Ракетних військ стратегічного призначення Збройних сил СРСР і України.

## Історія створення і бойовий шлях
14 вересня 1943 року на базі 190-го окремого артилерійського дивізіону Червонопрапорного Балтійського флоту був зформований 1973-й винищувально-протитанковий артилерійський полк. Полк брав участь в обороні і прориві блокади м. Ленінграда.
26 січня 1944 року «за мужність і стійкість, виявлені особовим складом при визволенні м. Гатчина» полку присвоєне почесне найменування «Гатчинський».
11 березня 1944 року 1973-му винищувально-протитанковому артилерійському полку вручено Бойовий прапор.
23 березня 1944 року «за виявлену мужність і стійкість особового складу полку при відбитті масованих атак піхоти і танків супротивника в районі м. Псков» полк був нагороджений орденом Червоного Прапора.
26 квітня 1945 року «за мужність і відвагу в боях по розширенню плацдарму на західному березі р. Одер» полк нагороджений орденом Червоної Зірки.
З 1 травня 1953 року полк став іменуватись 751-м армійським винищувально-протитанковим артилерійським Гатчинським Червонопрапорним ордена Червоної Зірки полком (751-й авптап).

## У складі РВСП
На підставі Директиви Міністерства оборони СРСР від 5 квітня 1961 року на базі 751-го авптап сформований 62-й ракетний полк й у червні 1961 року включений до складу РВСП.
З Азербайджану полк був передислокований до м. Балта Одеської області і з 1 вересня 1961 року увійшов до складу 46-ї ракетної дивізії.
З 12 лютого 1962 року полк двома ракетними дивізіонами ніс бойове чергування на ракетних комплексах 8К63. У період з 1961 по 1968 роки полк здійснив 8 навчально-бойових пусків ракет на Державному полігоні з оцінками «4» і «5».
У 1969 році у зв'язку з переозброєнням і переходом 46-ї ракетної дивізії на нові штати 62-й ракетний полк передислокований до м. Первомайськ Миколаївської області, де 25 травня 1970 року заступив на бойове чергування на новому ракетному комплексі УР-100 (8К84) «ОС».
У 1975 році полк успішно освоїв і з 17 жовтня заступив на бойове чергування на ракетному комплексі УР-100У з УКП (15В52У).
З 9 вересня 1980 року полк заступив на бойове чергування на ракетному комплексі 15ПО30 з ракетами УР-100НУ (15А35).
З 20 серпня 1988 року полк розпочав несення бойового чергування на БРК60 з ракетами 15Ж60 (СС-24 «Скальпель»).
30 листопада 1999 року 62-й ракетний полк був розформований.

## Командири полку
- полковник Вергунов Борис Іванович (1961—1964);
- підполковник Єгоров Віктор Михайлович (1964—1967);
- полковник Мєчіков Олексій Абрамович (1967—1973);
- підполковник Коваленко Михайло Павлович (1973—1975);
- підполковник Пустовий Ігор Васильович (1975—1977);
- майор Нікітін Володимир Олександрович (1977—1978);
- полковник Паточнов Володимир Васильович (1978—1986);
- полковник Пєтєлін Леонід Петрович (1986—1989);
- полковник Смирнов Віктор Володимирович (1989—1993);
- підполковник Холда Олександр Володимирович (1993—1996);
- підполковник Бичков Анатолій Степанович (1996—1998);
- підполковник Дубяга Сергій Борисович (в.о. 1998—1999).